# Brachyiulus tetricus
Brachyiulus tetricus är en mångfotingart som beskrevs av Carl Graf Attems. Brachyiulus tetricus ingår i släktet Brachyiulus och familjen kejsardubbelfotingar. Inga underarter finns listade i Catalogue of Life.